# Záhoří u Bechyně

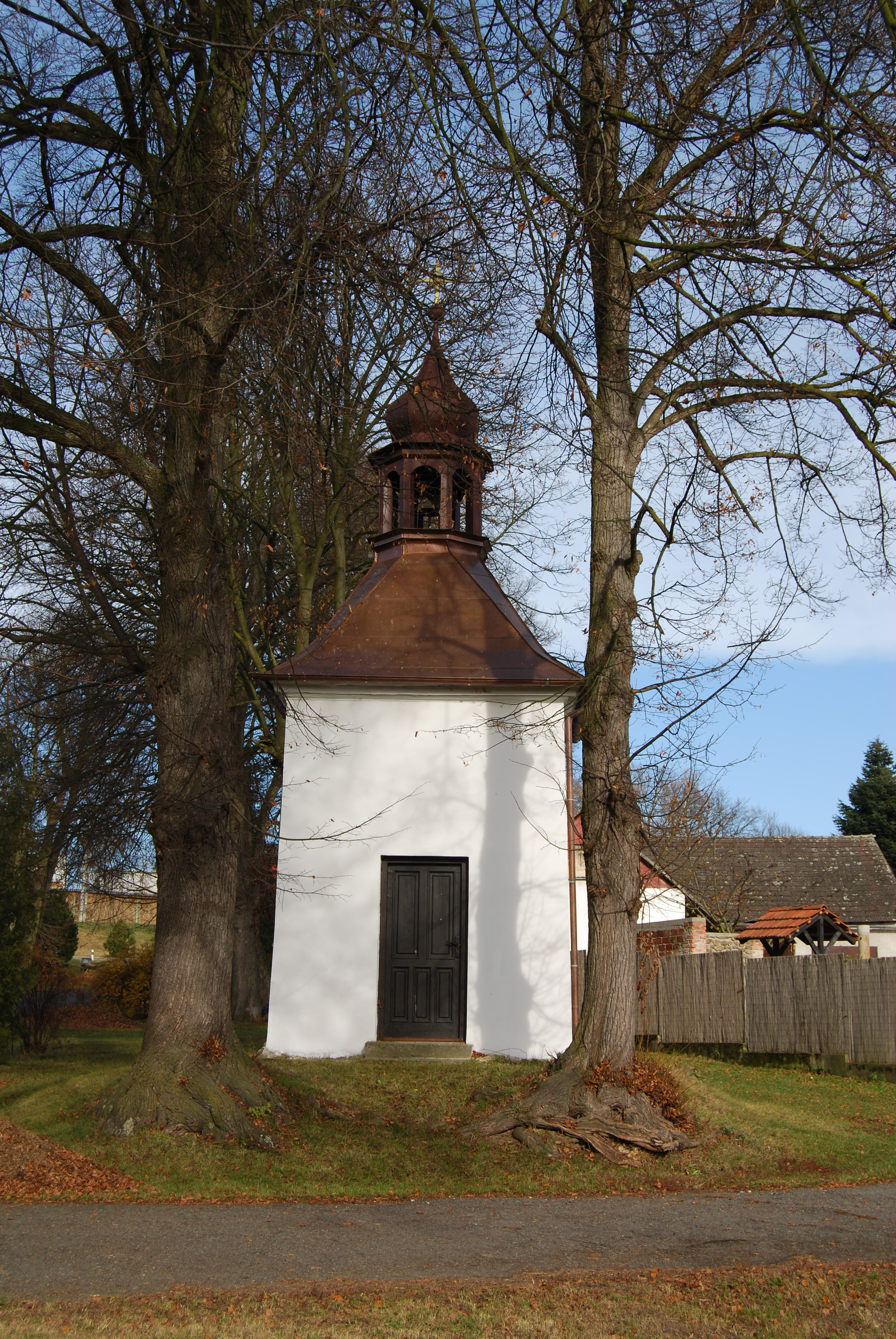
Kapelle am Dorfplatz

Záhoří (deutsch Sahorsch) ist eine Gemeinde in Tschechien. Sie liegt sieben Kilometer östlich von Týn nad Vltavou in Südböhmen und gehört zum Okres Tábor.

## Geographie
Záhoří befindet sich im Norden der Lischauer Schwelle. Das Dorf liegt auf einer Anhöhe linksseitig über dem Tal des Baches Blatecký potok. Am südlichen Ortsrand entspringt der Záhořský potok, der in drei Teichen gestaut wird.
Nachbarorte sind Březnice, Jamník und Blatec im Norden, Nová Ves, Hvožďánek und Hodětín im Nordosten, Kozelka und U Ryndů im Osten, Markovna, Zálší, Hartmanice, Korákovská Hájovna und Korákov im Südosten, Krakovčice, Cihelna, Žimutice, Bečice und Hvížďalka im Süden, Havlice und Čenkov u Bechyně im Südwesten, Malý Čenkov und Širočiny im Westen sowie Netěchovice, Židova Strouha und Nuzice im Nordwesten.

## Geschichte
Die erste schriftliche Erwähnung des Dorfes erfolgte im Jahre 1379.
Im Jahre 1840 bestand Zahořj bzw. Zahoř aus 27 Häusern mit 191 Einwohnern. Zum Ort gehörten abseitig gelegen ein Jägerhaus und ein Dominikalhaus. Pfarrort war Žimutice. Bis zur Mitte des 19. Jahrhunderts blieb Zahořj immer nach Thein untertänig.
Nach der Aufhebung der Patrimonialherrschaften bildete Zahoří ab 1850 eine Gemeinde in der Bezirkshauptmannschaft und dem Gerichtsbezirk Týn nad Vltavou/Moldauthein. Die heutige Form des Ortsnamens wurde zu Beginn des 20. Jahrhunderts gebräuchlich.
Ende 1960 wurde Záhoří nach der Aufhebung des Okres Týn nad Vltavou dem Okres Tábor zugeordnet. Am 26. November 1971 erfolgte die Eingemeindung nach Březnice. Nach einem Referendum löste sich Záhoří zum 24. November 1990 wieder von Březnice los und bildete eine eigene Gemeinde. Das Dorf hat heute etwa 50 ständige Einwohner, 18 der Häuser werden als Feriendomizile genutzt.

## Gemeindegliederung
Für die Gemeinde Záhoří sind keine Ortsteile ausgewiesen. Zu Záhoří gehören die Einschichten Havlička bzw. Havlice und Hvožďánek.

## Sehenswürdigkeiten
- Kapelle am Dorfplatz, errichtet 1828
- Gehöft Nr. 14 im südböhmischen Bauernbarockstil